# Dienst (instelling)
Een dienst is in het publiekrecht en het ondernemingsrecht een dienstverlenende instelling.
Een dienst maakt vaak deel uit van een grotere onderneming of een organisatie met een bestuurlijke functie, zoals een plaatselijke of landelijke overheid (gemeente, regering, enz.). De dienst opereert op zijn beurt  op een bepaald vakgebied of servicegebied zelfstandig binnen deze grotere organisatie. In dit verband wordt vaak ook gesproken van een interne dienst, in tegenstelling tot een externe dienst die van buitenaf opereert.
Het betreft een al dan niet openbare instelling. Wanneer de dienst clandestien opereert, wordt van een geheime dienst gesproken. 
Een sociale dienst is een dienst die speciaal is gericht op het verlenen van maatschappelijke hulp.

## België
In Vlaanderen is de Welzijnsvoorziening speciaal bedoeld om hulp te bieden aan mensen in problematische situaties. Deze wet voorziet in het bestaan van de Interne Dienst voor Preventie en Bescherming op het Werk en de Externe Dienst voor Preventie en Bescherming op het Werk.
Op ministerieel niveau is er de Federale Overheidsdienst, die weer een groot aantal onderafdelingen kent.
Het Koninklijk Gesticht van Mesen is de oudste openbare instelling in België.

## Nederland
Bekende diensten in Nederland zijn:
- de Belastingdienst;
- de Dienst Landelijk Gebied;
- de Dienst Maatschappelijke Ontwikkeling;
- de Dienst Onderzoek & Statistiek;
- de Gezondheidsdienst;
- de Inlichtingendienst;
- de Keuringsdienst van Waren (inmiddels opgegaan in de NVWA);
- de Rijksdienst voor Ondernemend Nederland